# Xylotrechus consocius
Xylotrechus consocius är en skalbaggsart som beskrevs av Charles Joseph Gahan 1906. Xylotrechus consocius ingår i släktet Xylotrechus och familjen långhorningar. Inga underarter finns listade i Catalogue of Life.